# Armand Versé
Armand Marien Alphonse Georges Versé (Brussel, 25 september 1897 - 26 augustus 1973) was een Belgisch senator.

## Levensloop
Versé promoveerde tot doctor in de rechten en vestigde zich als advocaat.
Hij werd gemeenteraadslid (1926) en schepen (1947-1953) van Sint-Gillis.
In 1958 werd hij verkozen tot PSC-senator voor het arrondissement Brussel en vervulde dit mandaat tot in 1965. Ook in 1965, 1968 en 1971 stond hij nog als kandidaat op de lijsten voor de wetgevende verkiezingen, maar op onverkiesbare plaatsen.

## Publicaties
- (samen met Carlo De Mey en Emile Marlier) Commentaire de la loi du 30 mai 1931 (...) relative aux baux de maisons de commerce, Brussel, Bruylant, 1931.
- (samen met Carlo De Mey) Le nouveau régime de l'impôt foncier (...), Brussel, 1932.